# Fraktionslose Mitglieder des Europäischen Parlaments
Fraktionslose Mitglieder des Europäischen Parlaments sind Abgeordnete des Europäischen Parlament, die sich keiner der Parlamentsfraktionen angeschlossen haben. Sie werden meist als non-inscrits (NI, französisch: „nicht eingeschrieben“) bezeichnet. Aktuell sind 29 Abgeordnete fraktionslos (Stand 25. März 2025).
Fraktionslose Mitglieder des Europäischen Parlaments (MdEP) gehören sehr unterschiedlichen politischen Ausrichtungen an. Einige sind im extrem linken oder extrem rechten Spektrum zu verordnen. Andere schließen sich aus ideologischen Gründen keiner Fraktion an, weil sie sich selbst – im Gegensatz zu den Fraktionen – als ideologiefrei sehen. Zudem können Abgeordnete vorübergehend fraktionslos sein, weil sie aus einer Fraktion ausgeschlossen wurden oder aus dieser ausgetreten sind.
Die Voraussetzungen zur Bildung einer Fraktion haben sich über die Zeit geändert. Aktuell ist die Voraussetzung zur Bildung einer Fraktion die Beteiligung von mindestens 23 Abgeordneten, die in mindestens einem Viertel der Mitgliedstaaten, derzeit also sieben Mitgliedstaaten, gewählt wurden. Zudem ist die gemeinsame politische Ausrichtung der Fraktionsmitglieder notwendig. Im Europäischen Parlament nach der ersten Direktwahl 1979 gab es noch eine gemischte Fraktion für die technische Koordinierung und Verteidigung der unabhängigen Gruppen und Abgeordneten nach dem Vorbild des italienischen bzw. französischen Parlaments, die 1999 gegründete Technische Fraktion der Unabhängigen Abgeordneten wurde wegen „fehlender politischer Zugehörigkeit“ aufgelöst, was der Europäische Gerichtshof später bestätigte.

## Fraktionslose der aktuellen Legislaturperiode des Europäischen Parlaments 2024–2029
Das bei der Europawahl 2024 gewählte Parlament trat am 16. Juli 2024 erstmals zusammen. 29 Abgeordnete haben sich Stand 25. März 2025 keiner Fraktion angeschlossen:
| Land         | Partei                                          | Europäische Partei          | Sitze | MdEP                                                                                        | Anmerkung |
| ------------ | ----------------------------------------------- | --------------------------- | ----- | ------------------------------------------------------------------------------------------- | --- |
| Deutschland  | Alternative für Deutschland (AfD)               | ESN                         | –     | Maximilian Krah                                                                             | Nicht in ESN aufgenommen, bis 24. März 2025                                                                     |
| Deutschland  | Bündnis Sahra Wagenknecht (BSW)                 | –                           | 5     | Fabio De Masi, Ruth Firmenich, Thomas Geisel, Michael von der Schulenburg, Jan-Peter Warnke | |
| Deutschland  | –                                               | –                           | 1     | Friedrich Pürner                                                                            | bis 6. Februar 2025 BSW                                                                                         |
| Deutschland  | Die PARTEI                                      | –                           | 2     | Martin Sonneborn, Sibylle Berg                                                              | |
| Deutschland  | Partei des Fortschritts (PdF)                   | –                           | 1     | Lukas Sieper                                                                                | |
| Bulgarien    | Dviženie za Prava i Svobodi                     | –                           | 2     | Elena Jontschewa, Taner Kabilow                                                             | seit 23. Dezember 2024, zuvor Renew                                                                             |
| Frankreich   | –                                               | –                           | 1     | Malika Sorel                                                                                | seit 19. April 2025, zuvor PfE-Fraktion                                                                         |
| Griechenland | Kommunistische Partei Griechenlands (KKE)       | ECA                         | 2     | Lefteris Nikolaou-Alavanos, Konstantinos Papadakis                                          | |
| Griechenland | Plefsi Eleftherias                              | –                           | 1     | Maria Zacharia                                                                              | |
| Griechenland | Dimokratiko Patriotiko Kinima - NIKI            | –                           | 1     | Nikos Anadiotis                                                                             | |
| Polen        | Ruch Narodowy                                   | –                           | –     | Anna Bryłka, Tomasz Buczek                                                                  | Gewählt über Parteienbündnis Konfederacja Wolność i Niepodległość; am 1. Oktober 2024 PfE-Fraktion beigetreten. |
| Polen        | Konfederacja Korony Polskiej                    | –                           | 1     | Grzegorz Braun                                                                              | Gewählt über Parteienbündnis Konfederacja Wolność i Niepodległość                                               |
| Rumänien     | SOS Romania                                     | –                           | 2     | Diana Iovanovici Șoșoacă, Luis Lazarus                                                      | |
| Slowakei     | Smer – slovenská sociálna demokracia (Smer-SSD) | –                           | 5     | Monika Beňová, Ľuboš Blaha, Erik Kaliňák, Judita Laššáková, Katarína Neveďalová             | |
| Slowakei     | Hlas – sociálna demokracia                      | –                           | 1     | Branislav Ondruš                                                                            | |
| Slowakei     | Hnutie Republika                                | –                           | –     | Milan Mazurek                                                                               | Bis 21. Januar 2025, dann ESN                                                                                   |
| Spanien      | Se Acabó La Fiesta                              | –                           | –     | Nora Junco García, Diego Solier                                                             | am 18. Dezember 2024 EKR-Fraktion beigetreten.                                                                  |
| Spanien      | Se Acabó La Fiesta                              | –                           | 1     | Alvise Pérez                                                                                | Nicht in EKR aufgenommen                                                                                        |
| Tschechien   | Komunistická strana Čech a Moravy (KSČM)        | EL (individuelles Mitglied) | 1     | Kateřina Konečná                                                                            | Gewählt über die Liste Stačilo!                                                                                 |
| Tschechien   | –                                               | ECPP                        | 1     | Ondřej Dostál                                                                               | Gewählt über die Liste Stačilo!                                                                                 |
| Zypern       | –                                               | –                           | 1     | Fidias Panayiotou                                                                           | |

## Fraktionslose in früheren Legislaturperioden seit der ersten Direktwahl des Parlaments
| Wahlperiode  | Abgeordnete | Beginn | Ende   |
| ------------ | ----------- | ------ | ------ |
| 1979–1984    | Liste       | 9/410  | 10/434 |
| 1984–1989    | Liste       | 7/434  | 14/518 |
| 1989–1994    | Liste       | 12/518 | 27/518 |
| 1994–1999    | Liste       | 27/567 | 38/626 |
| 1999–2004    | Liste       | 9/626  | 44/788 |
| 2004–2009    | Liste       | 29/732 | 30/785 |
| 2009–2014    | Liste       | 27/736 | 33/766 |
| 2014–2019    | Liste       | 52/751 | 20/751 |
| 2019–2024    | Liste       | 56/751 | 63/705 |
| 2024–aktuell | Liste       | 32/720 | 29/720 |